# Contea di Hamilton (Nebraska)
La contea di Hamilton (in inglese Hamilton County) è una contea dello Stato del Nebraska, negli Stati Uniti. La popolazione al censimento del 2000 era di 9 403 abitanti. Il capoluogo di contea è Aurora.